# 2019-es gyorsasági kajak-kenu világbajnokság
A 2019-es gyorsasági kajak-kenu világbajnokság Magyarországon, Szegeden zajlott, ez volt a negyedik alkalom, hogy Magyarország kajak-kenu világbajnokságot rendezhetett. Ez a negyvenötödik kajak-kenu világbajnokság volt.
A Nemzetközi Kajak-kenu Szövetség igazgatótanácsa 2015 márciusában adta a magyarországi Szegednek a rendezés lehetőségét. A vb megrendezésére pályázott még Duisburg és a döntés előtt visszalépett Moszkva valamint egy meg nem nevezett kanadai város. 2018-ban megkezdődött a pálya felújítása 1,8 milliárd forint értékben.
A tizenegyszeres világbajnok francia Laurence Vincent-Lapointe versenyzési jogát két nappal a világbajnokság előtt függesztette fel a Nemzetközi Kajak-kenu Szövetség, miután pozitív lett a doppingtesztje.
A magyar válogatott 5 arany-, 4 ezüst- és 3 bronzéremmel az éremtáblázat harmadik helyén végzett.

## Olimpiai kvóta
A versenyen osztották ki a 2020. évi nyári olimpiai játékok kajak-kenu kvótáinak egy részét. A kvótákat az országok kapták, nem névre szóltak. A négyes versenyszámokban csak erről a vb-ről lehetett kvótát szerezni. Ugyancsak ezekben a számokban amennyiben nem szerzett legalább négy kontinens kvótát, akkor a 10., szükség esetén a 9. és a 8. helyezett indulási jogát a kvóta nélküli kontinensek kapták.
Kiosztott kvóták:
| férfi kajak                                                | női kajak                                                | férfi kenu                    | női kenu                    |
| ---------------------------------------------------------- | -------------------------------------------------------- | ----------------------------- | --------------------------- |
| - K1 200 m: 5 - K1 1000 m: 5 - K2 1000 m: 6 - K4 500 m: 10 | - K1 200 m: 5 - K1 500 m: 5 - K2 500 m: 6 - K4 500 m: 10 | - C1 1000 m: 5 - C2 1000 m: 8 | - C1 200 m: 5 - C2 500 m: 8 |

## A magyar csapat
A 2019-es magyar vb keret tagjai:
| férfiak   | férfiak                                                | férfiak   |
| --------- | ------------------------------------------------------ | --------- |
| K1 200 m  | Csizmadia Kolos                                        | 11.       |
| K2 200 m  | Balaska Márk Apagyi Levente                            | Bronzérem |
| K1 500 m  | Dombvári Bence                                         | 5.        |
| K2 500 m  | Noé Zsombor Bogár Gábor                                | 5.        |
| K4 500 m  | Nádas Bence Tótka Sándor Birkás Balázs Kuli István     | 5.        |
| K1 1000 m | Kopasz Bálint                                          | Aranyérem |
| K2 1000 m | Kammerer Zoltán Gál Péter István                       | 8.        |
| K4 1000 m | Erdőssy Csaba Tóth Dávid Kulifai Tamás Kós Benedek     | 4.        |
| K1 5000 m | Noé Bálint                                             | 9.        |
| C1 200 m  | Hajdu Jonatán                                          | 5.        |
| C2 200 m  | Korisánszky Dávid Mike Róbert                          | 8.        |
| C1 500 m  | Bodonyi András                                         | 14.       |
| C2 500 m  | Hajdu Jonatán Fekete Ádám                              | Ezüstérem |
| C4 500 m  | Sáfrán Mátyás Mike Róbert Korisánszky Dávid Bakó Tamás | 5.        |
| C1 1000 m | Kiss Tamás                                             | 11.       |
| C2 1000 m | Kiss Balázs Mike Róbert                                | 12.       |
| C1 5000 m | Adolf Balázs                                           | Ezüstérem |

| nők       | nők                                                         | nők       |
| --------- | ----------------------------------------------------------- | --------- |
| K1 200 m  | Lucz Dóra                                                   | 6.        |
| K2 200 m  | Lucz Anna Kiss Blanka                                       | Bronzérem |
| K1 500 m  | Kozák Danuta                                                | Bronzérem |
| K2 500 m  | Kárász Anna Kozák Danuta                                    | kizárva   |
| K4 500 m  | Gazsó Alida Dóra Medveczky Erika Csipes Tamara Bodonyi Dóra | Aranyérem |
| K1 1000 m | Csipes Tamara                                               | Aranyérem |
| K2 1000 m | Hagymási Réka Medveczky Erika                               | Aranyérem |
| K1 5000 m | Bodonyi Dóra                                                | Aranyérem |
| C1 200 m  | Nagy Bianka                                                 | 10.       |
| C2 200 m  | Balla Virág Devecseriné Takács Kincső                       | Ezüstérem |
| C1 500 m  | Bragato Giada                                               | 5.        |
| C2 500 m  | Balla Virág Devecseriné Takács Kincső                       | Ezüstérem |
| C1 5000 m | Lakatos Zsanett                                             | 4.        |

## Eredmények

### Éremtáblázat
*   Magyarország
| Helyezés | Ország                    | Arany | Ezüst | Bronz | Összesen |
| -------- | ------------------------- | ----- | ----- | ----- | -------- |
| 1.       | Fehéroroszország          | 6     | 4     | 4     | 14       |
| 2.       | Németország               | 6     | 4     | 1     | 11       |
| 3.       | Magyarország              | 5     | 4     | 3     | 12       |
| 4.       | Kína                      | 4     | 0     | 1     | 5        |
| 5.       | Oroszország               | 2     | 3     | 1     | 6        |
| 6.       | Új-Zéland                 | 2     | 0     | 0     | 2        |
| 7.       | Spanyolország             | 1     | 3     | 3     | 7        |
| 8.       | Brazília                  | 1     | 0     | 1     | 2        |
| 8.       | Egyesült Királyság        | 1     | 0     | 1     | 2        |
| 10.      | Litvánia                  | 1     | 0     | 0     | 1        |
| 10.      | Amerikai Egyesült Államok | 1     | 0     | 0     | 1        |
| 12.      | Lengyelország             | 0     | 6     | 1     | 7        |
| 13.      | Kuba                      | 0     | 1     | 1     | 2        |
| 13.      | Szlovénia                 | 0     | 1     | 1     | 2        |
| 15.      | Bulgária                  | 0     | 1     | 0     | 1        |
| 15.      | Chile                     | 0     | 1     | 0     | 1        |
| 15.      | Csehország                | 0     | 1     | 0     | 1        |
| 15.      | Szerbia                   | 0     | 1     | 0     | 1        |
| 19.      | Franciaország             | 0     | 0     | 2     | 2        |
| 19.      | Portugália                | 0     | 0     | 2     | 2        |
| 19.      | Szlovákia                 | 0     | 0     | 2     | 2        |
| 19.      | Üzbegisztán               | 0     | 0     | 2     | 2        |
| 23.      | Dánia                     | 0     | 0     | 1     | 1        |
| 23.      | Grúzia                    | 0     | 0     | 1     | 1        |
| 23.      | Mexikó                    | 0     | 0     | 1     | 1        |
| 23.      | Moldova                   | 0     | 0     | 1     | 1        |
| 23.      | Ukrajna                   | 0     | 0     | 1     | 1        |
| Összesen | Összesen                  | 30    | 30    | 31    | 91       |

### Férfi

#### Kajak
*   Olimpiai kvótaszerző versenyszám
| Versenyszám | Arany                                                                                   | Arany    | Ezüst                                                                                      | Ezüst    | Bronz                                                              | Bronz    |
| ----------- | --------------------------------------------------------------------------------------- | -------- | ------------------------------------------------------------------------------------------ | -------- | ------------------------------------------------------------------ | -------- |
| K1 200 m    | Liam Heath · Egyesült Királyság                                                         | 34,86    | Strahinja Stefanović · Szerbia                                                             | 35,04    | Carlos Garrote · Spanyolország                                     | 35,12    |
| K1 500 m    | Tom Liebscher · Németország                                                             | 1:35,04  | Mikita Borikav · Fehéroroszország                                                          | 1:35,19  | Makszim Szpeszivcev · Oroszország                                  | 1:35,49  |
| K1 1000 m   | Kopasz Bálint · Magyarország                                                            | 3:36,07  | Josef Dostál · Csehország                                                                  | 3:37,31  | Fernando Pimenta · Portugália                                      | 3:37,63  |
| K1 5000 m   | Aleh Jurenya · Fehéroroszország                                                         | 19:54,07 | Max Hoff · Németország                                                                     | 19:57,56 | Fernando Pimenta · Portugália                                      | 20:19,94 |
| K2 200 m    | Jurij Posztrigaj · Alekszandr Gyjacsenko · Oroszország                                  | 33,05    | Piotr Mazur · Bartosz Grabowski · Lengyelország                                            | 33,10    | Balaska Márk · Apagyi Levente · Magyarország                       | 33,30    |
| K2 500 m    | Sztaniszlav Dajneka · Dzmitrij Natincsik · Fehéroroszország                             | 1:33,13  | Pelayo Roza · Pedro Vázquez · Spanyolország                                                | 1:33,48  | Marcus Gross · Martin Hiller · Németország                         | 1:34,50  |
| K2 1000 m   | Max Hoff · Jacob Schopf · Németország                                                   | 3:20,53  | Francisco Cubelos · Íñigo Peña · Spanyolország                                             | 3:21,79  | Cyrille Carré · Étienne Hubert · Franciaország                     | 3:22,96  |
| K4 500 m    | Tom Liebscher · Ronald Rauhe · Max Rendschmidt · Max Lemke · Németország                | 1:19,26  | Saúl Craviotto · Carlos Arévalo · Rodrigo Germade · Marcus Walz · Spanyolország            | 1:19,77  | Erik Vlček · Adam Botek · Zalka Csaba · Samuel Baláž · Szlovákia   | 1:20,96  |
| K4 1000 m   | Lukas Reuschenbach · Felix Frank · Jakob Thordsen · Tobias-Pascal Schultz · Németország | 2:48,79  | Vaszilij Pogreban · Alekszej Vosztrikov · Oleg Szinyjavin · Igor Kalasnyikov · Oroszország | 2:49,78  | Jakubik Gábor · Juraj Tarr · Denis Myšák · Gacsai Ákos · Szlovákia | 2:50,44  |

#### Kenu
*   Olimpiai kvótaszerző versenyszám
| Versenyszám | Arany                                                                     | Arany    | Ezüst                                                                         | Ezüst    | Bronz                                                                                    | Bronz    |
| ----------- | ------------------------------------------------------------------------- | -------- | ----------------------------------------------------------------------------- | -------- | ---------------------------------------------------------------------------------------- | -------- |
| C1 200 m    | Henrikas Žustautas · Litvánia                                             | 39,36    | Arcjom Kozir · Fehéroroszország                                               | 40,08    | Zaza Nadiradze · Grúzia                                                                  | 40,24    |
| C1 500 m    | Sebastian Brendel · Németország                                           | 1:53,59  | Angel Kodinov · Bulgária                                                      | 1:54,49  | Oleg Tarnovschi · Moldova                                                                | 1:54,94  |
| C1 1000 m   | Isaquias Queiroz · Brazília                                               | 3:59,23  | Tomasz Kaczor · Lengyelország                                                 | 4:00,92  | Adrien Bart · Franciaország                                                              | 4:01,55  |
| C1 5000 m   | Sebastian Brendel · Németország                                           | 22:15,86 | Adolf Balázs Magyarország ·                                                   | 22:19,15 | Fernando Jorge · Kuba                                                                    | 22:30,46 |
| C2 200 m    | Alberto Pedrero · Pablo Graña · Spanyolország                             | 36,06    | Michał Łubniewski · Arsen Śliwiński · Lengyelország                           | 36,18    | Artur Guliev · Elyorjon Mamadaliev · Üzbegisztán                                         | 36,42    |
| C2 500 m    | Li Qiang · Xing Song · Kína                                               | 1:37,33  | Hajdu Jonatán · Fekete Ádám · Magyarország                                    | 1:38,41  | Sete Benavides · Antoni Segura · Spanyolország                                           | 1:38,97  |
| C2 1000 m   | Liu Hao · Wang Hao · Kína                                                 | 3:40,55  | Serguey Torres · Fernando Jorge · Kuba                                        | 3:41,46  | Erlon Silva · Isaquias Queiroz · Brazília                                                | 3:44,34  |
| C4 500 m    | Ivan Stil · Pavel Petrov · Viktor Melantyev · Mihail Pavlov · Oroszország | 1:34,69  | Jan Vandrey · Conrad-Robin Scheibner · Tim Hecker · Moritz Adam · Németország | 1:35,83  | Andrej Bahdanovics · Javhen Tenhel · Makszim Kriszko · Vitali Aszecki · Fehéroroszország | 1:37,14  |

### Női

#### Kajak
*   Olimpiai kvótaszerző versenyszám
| Versenyszám | Arany                                                                            | Arany    | Ezüst                                                                                        | Ezüst    | Bronz                                                                                       | Bronz    |
| ----------- | -------------------------------------------------------------------------------- | -------- | -------------------------------------------------------------------------------------------- | -------- | ------------------------------------------------------------------------------------------- | -------- |
| K1 200 m    | Lisa Carrington · Új-Zéland                                                      | 39,39    | Marta Walczykiewicz · Lengyelország                                                          | 41,33    | Emma Jørgensen · Dánia · Teresa Portela Spanyolország                                       | 41,34    |
| K1 500 m    | Lisa Carrington · Új-Zéland                                                      | 1:55,76  | Volha Hudzenka · Fehéroroszország                                                            | 1:57,39  | Kozák Danuta · Magyarország                                                                 | 1:58,01  |
| K1 1000 m   | Csipes Tamara · Magyarország                                                     | 4:07,90  | Justyna Iskrzycka · Lengyelország                                                            | 4:09,26  | Lizzie Broughton · Egyesült Királyság                                                       | 4:10,44  |
| K1 5000 m   | Bodonyi Dóra · Magyarország                                                      | 22:03,23 | Tabea Medert · Németország                                                                   | 22:03,85 | Marina Litvincsuk · Fehéroroszország                                                        | 22:04,08 |
| K2 200 m    | Marina Litvincsuk · Volha Hudzenka · Fehéroroszország                            | 36,21    | Špela Ponomarenko Janić · Anja Osterman · Szlovénia                                          | 36,72    | Kiss Bianka · Lucz Anna · Magyarország                                                      | 36,97    |
| K2 500 m    | Marina Litvincsuk · Volha Hudzenka · Fehéroroszország                            | 1:42,55  | Karolina Naja · Anna Puławska · Lengyelország                                                | 1:43,34  | Špela Ponomarenko Janić · Anja Osterman · Szlovénia                                         | 1:44,21  |
| K2 1000 m   | Hagymási Réka · Medveczky Erika · Magyarország                                   | 3:34,23  | Tabea Meder · Sarah Brüssler · Németország                                                   | 3:35,59  | Karina Alanis · Marica Montemayor · Mexikó                                                  | 3:40,91  |
| K4 500 m    | Bodonyi Dóra · Medveczky Erika · Csipes Tamara · Gazsó Alida Dóra · Magyarország | 1:32,91  | Marina Litvincsuk · Volha Hudzenka · Nadzeja Ljapeska · Marharita Mahneva · Fehéroroszország | 1:33,69  | Karolina Naja · Anna Puławska · Katarzyna Kołodziejczyk · Helena Wiśniewska · Lengyelország | 1:34,77  |

#### Kenu
*   Olimpiai kvótaszerző versenyszám
| Versenyszám | Arany                             | Arany    | Ezüst                                      | Ezüst    | Bronz                                                  | Bronz    |
| ----------- | --------------------------------- | -------- | ------------------------------------------ | -------- | ------------------------------------------------------ | -------- |
| C1 200 m    | Nevin Harrison · USA              | 49,30    | Oleszja Romaszenko · Oroszország           | 49,74    | Alena Nazdrova · Fehéroroszország                      | 49,99    |
| C1 500 m    | Alena Nazdrova · Fehéroroszország | 2:00,73  | Kszenyija Kuracs · Oroszország             | 2:01,64  | Anasztaszija Csetverikova · Ukrajna                    | 2:03,83  |
| C1 5000 m   | Volha Klimava · Fehéroroszország  | 25:34,67 | María Mailliard · Chile                    | 25:56,41 | Zhang Yajue · Kína                                     | 26:14,90 |
| C2 200 m    | Lin Wenjun · Zhang Luqi · Kína    | 44,69    | Takács Kincső · Balla Virág · Magyarország | 45,16    | Dilnoza Rakhmatova · Nilufar Zokirova · Üzbegisztán    | 46,60    |
| C2 500 m    | Sun Mengya · Xu Shixiao · Kína    | 2:02,81  | Takács Kincső · Balla Virág · Magyarország | 2:04,49  | Volha Klimava · Nadzeja Makarcsanka · Fehéroroszország | 2:07,74  |

### Parakenu

#### Éremtáblázat
*   Magyarország
| Helyezés | Ország             | Arany | Ezüst | Bronz | Összesen |
| -------- | ------------------ | ----- | ----- | ----- | -------- |
| 1.       | Egyesült Királyság | 3     | 2     | 1     | 6        |
| 2.       | Ukrajna            | 3     | 0     | 1     | 4        |
| 3.       | Ausztrália         | 2     | 1     | 1     | 4        |
| 4.       | Brazília           | 1     | 1     | 2     | 4        |
| 5.       | Japán              | 1     | 0     | 0     | 1        |
| 5.       | Magyarország       | 1     | 0     | 0     | 1        |
| 5.       | Üzbegisztán        | 1     | 0     | 0     | 1        |
| 8.       | Németország        | 0     | 3     | 0     | 3        |
| 9.       | Oroszország        | 0     | 2     | 1     | 3        |
| 10.      | Olaszország        | 0     | 2     | 0     | 2        |
| 11.      | Portugália         | 0     | 1     | 0     | 1        |
| 12.      | Chile              | 0     | 0     | 2     | 2        |
| 13.      | Irán               | 0     | 0     | 1     | 1        |
| 13.      | Új-Zéland          | 0     | 0     | 1     | 1        |
| 13.      | Lengyelország      | 0     | 0     | 1     | 1        |
| Összesen | Összesen           | 12    | 12    | 11    | 35       |

#### Férfiak
| Versenyszám | Arany                            | Arany   | Ezüst                               | Ezüst   | Bronz                               | Bronz   |
| ----------- | -------------------------------- | ------- | ----------------------------------- | ------- | ----------------------------------- | ------- |
| KL1 200 m   | Kiss Péter Pál · Magyarország    | 45,42   | Esteban Farias · Olaszország        | 46,17   | Luís Cardoso da Silva · Brazília    | 46,49   |
| KL2 200 m   | Curtis McGrath · Ausztrália      | 42,35   | Federico Mancarella · Olaszország   | 42,80   | Scott Martlew · Új-Zéland           | 43,51   |
| KL3 200 m   | Szerhij Jemeljanov · Ukrajna     | 40,03   | Leonyid Krilov · Oroszország        | 40,56   | Caio Riberio de Carvalho · Brazília | 40,70   |
| VL1 200 m   | Mikola Fedorenko · Ukrajna       | 1:05,18 | Peter Happ · Németország            | 1:07,81 | Robinson Mendez · Chile             | 1:14,27 |
| VL2 200 m   | Luís Cardoso da Silva · Brazília | 51,68   | Norberto Mourao · Portugália        | 52,82   | Jakub Tokarz · Lengyelország        | 53,21   |
| VL3 200 m   | Curtis McGrath · Ausztrália      | 47,42   | Caio Riberio de Carvalho · Brazília | 47,52   | Stuart Wood · Egyesült Királyság    | 48,42   |

#### Nők
| Versenyszám | Arany                                  | Arany   | Ezüst                            | Ezüst   | Bronz                            | Bronz |
| ----------- | -------------------------------------- | ------- | -------------------------------- | ------- | -------------------------------- | ----- |
| KL1 200 m   | Marina Mazsula · Ukrajna               | 55,99   | Edina Müller · Németország       | 56,97   | Katherine Wollermann · Chile     | 58,03 |
| KL2 200 m   | Charlotte Henshaw · Egyesült Királyság | 47,62   | Emma Wiggs · Egyesült Királyság  | 49,03   | Susan Seipel · Ausztrália        | 51,12 |
| KL3 200 m   | Shakhnoza Mirzaeva · Üzbegisztán       | 47.29   | Laura Sugar · Egyesült Királyság | 47.32   | Shahla Behrouzirad · Irán        | 48.96 |
| VL1 200 m   | Monika Seryu · Japán                   | 1:14,56 | Esther Bode · Németország        | 1:35,66 | nem osztották ki                 |       |
| VL2 200 m   | Emma Wiggs · Egyesült Királyság        | 56,10   | Susan Seipel · Ausztrália        | 57,74   | Marija Nyikiforova · Oroszország | 59,24 |
| VL3 200 m   | Charlotte Henshaw · Egyesült Királyság | 56,82   | Larissza Volik · Oroszország     | 57,84   | Natalija Lahutenko · Ukrajna     | 59,07 |